# 钝齿花楸
钝齿花楸（学名：Sorbus helenae）为蔷薇科花楸属的植物，是中国的特有植物。分布在中国大陆的四川等地，生长于海拔2,600米至3,000米的地区，一般生于山区丛林中，目前尚未由人工引种栽培。

## 别名
海伦花楸（经济植物手册）

## 异名
- Sorbus helenae Koehne var. argutiserrata Yu